# Juan Camilo Zúñiga
Juan Camilo Zúñiga Mosquera (Chigorodó, Colòmbia, 14 de desembre 1985) és un futbolista colombià. Juga de defensa lateral, encara que pot jugar com a migcampista i el seu equip actual és la SSC Napoli de la Sèrie A italiana.